# Матабесет
Матабесети (или Квирипи, Речни Индијанци, Матабесици) (енгл. Mattabesett) су народ или група племена која дели заједнички језик, културу и обичаје, а која припада алгонквинској породици народа. Матабесетска племена (Матабесет (Вонганк), Танксиз, Поданк, Квинипијак (Квирипи) и Пугасет) су почетком 17. века била насељена између доњих токова река Хусатоник и Конектикат, на западу данашње америчке државе Конектикат.
Матабесетска племена су говорила квирипско-анкачошким језиком који припада источној групи алгонквинских језика. Данас њихови потомци живе на два резервата Пугасет Голден Хил и Шагтикок.

## Племена
Почетком 17. века Матабесети су били подељени на 5 племена (или група племена), која су даље била подељена на мање групе:
- 1) Матабесет (или Вонганк) (енгл. Mattabesett (или енгл. Wongunk)) око доњег тока реке Конектикат јужно од Хартфорда до ушћа реке Конектикат у Атлантски океан
  - Хамонасет (енгл. Hammonasset)
  - Матабесет (енгл. Mattabesett)
  - Вонганк (енгл. Wongunk)
  - Монтаус (енгл. Montowese)
  - Менанкетак (енгл. Menunketuck)
  - Покосет (енгл. Pocowset)
- 2) Танксиз (енгл. Tunxis) западна страна реке Конектикат северозападно од Хартфорда
  - Поконок (енгл. Poquonnoc)
  - Масоко (енгл. Massoco)
  - Танксиз (енгл. Tunxis)
  - Сикаог (енгл. Sicaog)
- 3) Поданк (енгл. Podunk) источна страна реке Конектикат источно од Хартфорда
  - Поданк (енгл. Podunk)
  - Хоканум (енгл. Hoccanum)
- 4) Квинипијак (или Квирипи) (енгл. Quinnipiack (или енгл. Quiripi)) уз обалу Атлантског океана између ушћа реке Конектикат и Хусатоник у Атлантски океан
- 5) Пугасет (енгл. Paugusset) око доњег тока реке Хусатоник до ушћа у Атлантски океан
  - Пугасет (енгл. Paugusset)
  - Вепавог (енгл. Wepawaug)
  - Пототак (енгл. Potatuck)[3]
  - Пиконок (енгл. Peaquanock)[3]
  - Винтинок (енгл. Weantinock)[3]

Не постоји јединствен став у научној литератури по питању да ли су Матабесети један народ или група сродних племена. У литератури се често јавља израз Матабесет као назив за народ (конфедерацију племена). Међутим, постоји и став да Матабесети представљају групу независних сродних племена која деле заједнички језик и културу. Такође су довођени у везу са Вампингерима (Вампингерском конфедерацијом), групом делаверских племена.
Према најранијим холандским изворима (око 1614) постојао је врховни сахем који је владао свом земљом око реке Конектикат, а његово име је било Секвин. Након првог контакта са Холанђанима и почетка трговине са њима, Пеквоти су напали матабесетска племена око реке Конектикат и покорили их. У каснијем периоду различита матабесетска племена су деловала независно једна од других и нису имала централну власт.
Према Гукину, који је био скоро без прекида од 1656. до 1687. надзорник Индијанаца колоније Масачусетс беј у Новој Енглеској су живели следећи индијански народи: 1) Пеквоти, 2) Нарагансети, 3) Поканокети (Вампаноази), 4) Масачусети, 5) Потакети, он помиње и земљу Нипмака, Индијанце реке Конектикат, Квинипијак и са Лонг Ајленда. Индијанци реке Конектикат, Квинипијак и са Лонг Ајленда, обухватају говорнике квирипско-анкачогског језика (матабесетска племена (Индијанци реке Конектикат и Квинипијак) и Анкачоге (централни Лонг Ајленд)).

## Историја

### Прва половина 17. века
Након првог контакта са Европљанима, прецизније Холанђанима, матабесетска племена која су била насељена око реке Конектикат и уз обалу све до залива Њу Хејвен са истока су напали и покорили Пеквоти, који су желели да успоставе монопол на трговину са белцима. Након три битке, матабесетска племена су поражена и постала су вазали Пеквота. Пеквоти су тада потчинили и Западне Ниантике, Монтакете са источног дела острва Лонг Ајленд и део Источних Ниантика (са острва Блок Ајленд).
Око 1610. холандски трговци из Нове Низоземске су почели да истражују јужну обалу Нове Енглеске. Прво су успоставили контакт са Пугасетима око ушћа реке Хусатоник и започели трговину са њима, а онда и са осталим матабесетским племенима уз обалу Атлантског океана и око доњег тока реке Конектикат. До 1622. Холанђани су основали трговинску постају у близини данашњег Хартфорда, са циљем да тргују са свим племенима у Конектикату. Међутим, Пеквоти су напали групу Матабесета и убили неке од њих у близини постаје, јер су желели да искључиво они тргују са Холанђанима. Холанђани су заробили пеквотског сахема и тражили су откуп, након што су Пеквоти платили откуп Холанђани су убили сахема, након чега су Пеквоти спалили трговинску постају. Убрзо су наставили трговину, а Холанђани нису више спречавали Пеквоте у покушајима да успоставе монопол на трговину са њима.
Након инцидента из 1622. када је холандски трговац држао као таоца пеквотског сахема све до тренутка када је изнудио 140 фатома (око 252 метара) вампума. Пеквоти су трговали само са Холанђанином Питером Баренцом, који је говорио њихов језик и у кога су имали поверења.
Енглези 1633. северно од холандске постаје откупљују земљу од Матабесета и на њој оснивају своју трговинску постају, након чега Холанђани откупљују земљу око реке Конектикат од Пеквота и граде своју утврђену трговинску постају Кућа добре наде (на територији данашњег града Хартфорд). Енглези затим 1635. граде тврђаву Сејбрук на ушћу Конектиката, затим и насеље Ведерсфилд јужно од холандске постаје Кућа добре наде, након чега Холанђани напуштају долину Конектиката. Матабесети су подржавали досељавање Енглеза, јер су очекивали да ће им они помоћи да се ослободе пеквотске власти.
Град Ведерсфилд је основан поред села у коме је живео тадашњи врховни сахем Матабесета (Речних племена) Сохиг. Недуго након оснивања Ведерсфилда дошло је до сукоба између енглеских колониста и локалних Матабесета. Да би избегао борбу врховни сахем Сохиг се са осталим Матабесетима из села преселио јужније у близину данашњег Мидлтона. Због овог догађаја врховни сахем Сохиг је у току Пеквотског рата неколико година касније подржао Пеквоте. Један од синова врховног сахема Сохига, Сиквасен, био је сахем матабесетског племена Сикаог, а други син Монтаус био је сахем матабесетског племена Монтаус, које је по њему добило име.
Пеквотски рат избија 1636., у коме Пеквоти бивају поражени и скоро потпуно уништени. Пеквоти су као и Матабесети и многа други домороци јужне Нове Енглеске у епидемији великих богиња која је почела 1633. и проширила се до Конектиката 1634-1635, изгубили велики део становништва, након чега су ослабљени. У епидемији је умро и један од матабесетских сахема. Након пораза Пеквота у рату, започиње масовно насељавање Енглеза у долину реке Конектикат, а Мохиганци заузимају место Пеквота и присиљавају део матабесетских племена да им плаћају данак.

### Друга половина 17. века
Мохиганци су 1654. покорили Масокое и присилили су их да плаћају данак. Мохиганци су затим продали њихову земљу Енглезима и асимиловали их. Неке матабесетске подгрупе су покушали уз помоћ Покумтака (који су били насељени око горњег тока реке Конектикат) да се ослободе мохиганске власти. Након сукоба који је трајао у току зиме између 1658. и 1659. Мохиганци су протерали Покумтаке из долине реке Конектикат, а са њима је отишао и велики број Матабесета. Они су отишли на исток и на крају су се придружили Абенакијима у северној Новој Енглеској. Већина матабесетских племена из долине реке Конектикат није пружала отпор и након што су остали без земље, један део је отишао на запад ка долини реке Хусатоник и придружио се Пугасетима, а други део се окупио у домородачким насељима у Фармингтону и Ногатаку. Након 1637. енглеска насеља су се проширила обалом океана све до ушћа реке Хусатоник. За Пиконоке је 1659. створен резерват Голден Хил.
Када је избио Рат краља Филипа 1675-76 само је група од 200-300 ратника племена Поданк учествовала у њему (нико од њих се није вратио из рата), док су остали Матабесети остали неутрални. Последица рата је био нестанак или одлазак многих домородачких племена из Нове Енглеске. До 1680. у Конектикату је преостало само око 1.000 Матабесета, већином Пугасета. Још два резервата су створена 1680. за Пугасете, Корам Хил и Т`рки Хил. Поред три резервата успевало је да опстане и неколико мешовитих матабесетских насеља, као што су претежно пугасетско насеље Нагатак и претежно танксиско насеље Фармингтон. У ово доба још су сам пугасетске подгрупе Винтинок и Потатак успеле да задрже контролу над својом традиционалном територијом.

### 18. век и касније
У наредном веку скоро сва матабесетска земља је или продата или ју је држава преузела. Између 1680. и 1750. многе породице су напустиле Голден Хил резерват. Део њих је отишао на север у домородачко насеље Лоунтаун у близини Рединга, а група Рамапо (део пугасетске подгрупе Пиконок) је отишла на планине северног Њу Џерзија (које су по њима добиле име). До 1735. земља резервата Корам Хил је продата белцима. До 1760. у Голден Хилу је опстало само 4 породице које нису желеле да оду. Група белаца је 1763. протерала домороце са резервата Голден Хил. Међутим, након две године 1763. пресудом им је враћено 0,08km² (20 јутара) земље. Данас Голден Хил резерват обухвата површину од око 1.052m². Последња пугасетска земља у Нагатаку је продата 1812., а земља у Т`рки Хил резервату је продата на аукцији 1826.
Већина источних Матабесета које нису асимиловали Мохиганци или Покумтаци су се окупили у близини Фармингтона, који је до 1770. постао већински хришћански град. Део хришћана Матабесета је касније отишао у хришћанска мохиканска насеља у близини Стокбриџа у западном Масачусетсу. На позив Онајда, мохикански проповедник Самјуел Окам је са групом од око 250 Брад`ртон Индијанаца из Конектиката и Лонг Ајленда (део су били Матабесети) отишао у државу Њујорк.
Пугасетске подгрупе Винтинок и Пототак до 1700. нису били под притиском белаца да оду. Међутим, касније су били присиљени да продају скоро сву своју земљу. Велика група хришћана из пугасетских подгрупа Пиконок и Пугасет је 1731. напустила Нагатак под вођством Гидеона Маувија и населила се на месту старог винтиночког ловачког логора Шагтикок на реци Хусатоник. У наредним годинама у Шагтикок се доселио велики број западних Матабесета хришћана (Пугасетске подгрупе: Пугасет, Пиконок, Пототак и Винтинок). Матабесети који нису били хришћани већим делом су остали у Нагатаку, Голден Хилу и Т`рки Хилу. До 1740. Шагтикок је имао око 600 становника. Моравски (протестантски) мисионари су 1743. су успоставили мисију у Пачкагоку (немачка верзија Шагтикока). Шагтикок је 1744. имао око 8km² земље, а 1748. Пиконоци из Лоунтауна су разменили своју земљу у Редингу за око 0,8km² земље која се налазила уз Шагтикок. Локални конектикатски белци су били нетрпељиви према моравцима и вршили су притисак на њих да затворе своју мисију. Шагтикок је изгубио део своје земље 1749. и 1751. Конектикат је формално успоставио резерват Шагтикок 1752., али проблеми су се наставили. До 1758. и 1759. Пототаци су продали остатак своје земље у Њутону и Вудберију и у том тренутку већина њих се налазила у Шагтикоку, који је постао пренасељен. Популација Шагтикока је до 1798. пала на само 67, 1801. на 35. Још увек су у то доба имали између 5km² и 6km² земље (зато што већи део није био погодан за земљорадњу). Држава Конектикат је преузела управу над њиховом земљом смањила је површину резервата (због смањења трошкова) на њену данашњу величину од 1,6km². Због ове одлуке државе се данас води судски поступак.
Део Пототака се 1762. оделио у мохиканско село близу Стокбриџа. Последња група Стокбриџ Индијанаца (Мохиканци међу којима је било и Матабесета) је 1786. отишла из Масачусетса и населила се међу Онајде и Брадертон Индијанце (Мохиганци међу којима је било и Матабесета) у држави Њујорк. Сви они (Онајде, Брадертон Индијанци и Стокбриџ Индијанци) су поново били присиљени да се селе 1822. у северни Висконсин, где данас живе њихови потомци.
Према подацима из 1910. у држави Конектикат је живело само 20 Матабесета, 22 Мохиганца и 66 Пеквота (укупно 108 домородаца), ипак конектикатски домороци нису нестали и према подацима из 1990. укупно их је било 6.634.